# Saint-Pierre (Alpes-de-Haute-Provence)
Saint-Pierre település Franciaországban, Alpes-de-Haute-Provence megyében. Lakosainak száma 97 fő (2022. január 1.). Saint-Pierre La Rochette, Cuébris, La Penne és Sallagriffon községekkel határos.

## Népesség
A település népessége az elmúlt években az alábbi módon változott:
| Lakosok száma | 51   | 50   | 71   | 103  | 98   | 97   | 96   | 96   | 97   | 97   |
|               | 1968 | 1982 | 1990 | 2006 | 2013 | 2015 | 2017 | 2019 | 2020 | 2022 |